# Bebelno-Kolonia
Bebelno-Kolonia est une localité polonaise de la gmina et du powiat de Włoszczowa en voïvodie de Sainte-Croix.